# Lodewijk Aerts

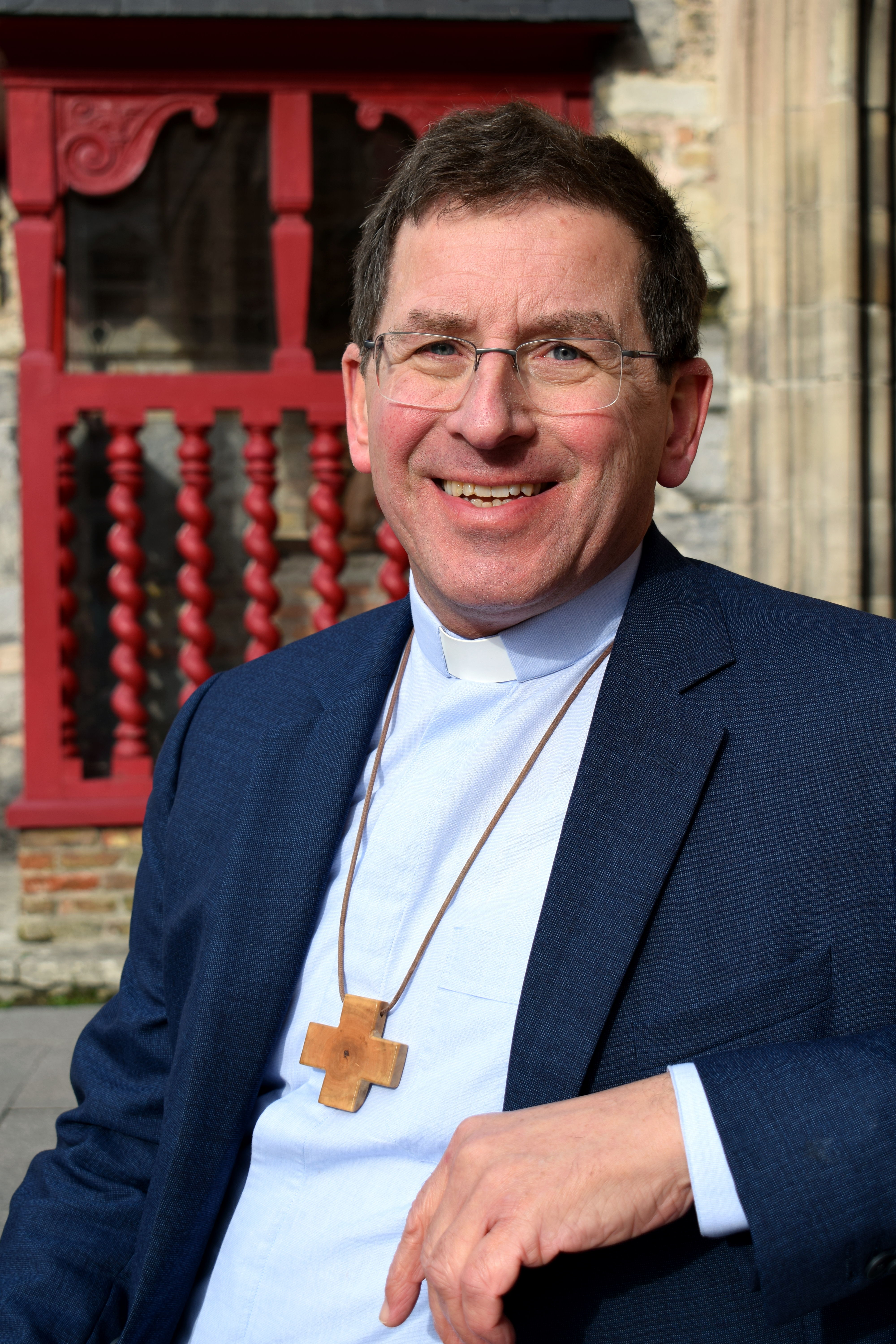
Lodewijk Aerts

Bischofswappen

Lodewijk Aerts (* 2. Oktober 1959 in Geraardsbergen) ist ein belgischer Geistlicher und römisch-katholischer Bischof von Brügge.

## Leben
Aerts studierte ab 1977 am Priesterseminar in Gent und an der Katholieke Universiteit Leuven. Am 7. Juli 1984 empfing er das Sakrament der Priesterweihe für das Bistum Gent. Nach weiteren Studien wurde er an der Päpstlichen Universität Gregoriana im Fach Dogmatik zum Dr. theol. promoviert.
Am Priesterseminar in Gent lehrte er als Professor von 1988 bis 1992 Philosophie. Anschließend lehrte er am gleichen Seminar bis 2002 Dogmatik und war Spiritual. In dieser Zeit war er außerdem Bischofsvikar für die Jugendseelsorge. Von 2002 bis 2015 war er Bischofsvikar für die Berufungspastoral und Ausbildungsfragen. Im Jahr 2002 wurde er Ehrendomherr an der Kathedrale von Gent und im Jahr 2016 Dekan für die Stadt Gent.
Papst Franziskus ernannte ihn am 5. Oktober 2016 zum Bischof von Brügge. Die Bischofsweihe spendete ihm sein Amtsvorgänger Josef Kardinal De Kesel, Erzbischof von Mecheln-Brüssel, am 4. Dezember desselben Jahres. Mitkonsekratoren waren der Bischof von Gent, Lucas Van Looy SDB, und dessen Amtsvorgänger Arthur Luysterman.

## Veröffentlichungen (Auswahl)
- Gottesherrschaft als Gleichnis? Eine Untersuchung zur Auslegung der Gleichnisse Jesu nach Eberhard Jüngel (Dissertation), Frankfurt etc. 1990, ISBN 978-3-631-42965-5